# Leptictidium ginsburgi
Leptictidium ginsburgi és una espècie de mamífers extints del gènere Leptictidium.
Fou descrita per Christian Mathis l'any 1989. És una de les espècies trobades al jaciment de Robiac (França), en estrats del Ludià superior. El mesostil característic del gènere Leptictidium no està tan desenvolupat en aquesta espècie. L'espècie està dedicada a Léonard Ginsburg, paleontòleg francès.
Malgrat que fins ara només se n'han trobat dents, aquestes permeten inferir que es tractava d'una espècie de gran mida, en comparació amb les altres espècies del mateix gènere. Les dues primeres dents molars inferiors (m1 i m2) presenten un hipoconúlid submedià baix i ben separat de l'entocònid, de mida variable. La quarta premolar superior (P4) és bastant molariforme i té un lòbul parastilar que sobresurt poc, mentre que la vora labial és gairebé simètrica. La dentadura en general és menys transversal que la de L. sigei i, com altres espècies del seu gènere, L. ginsburgi té un mesostil, que en aquest cas està mitjanament desenvolupat.
Pseudorhyncocyon cayluxi és un sinònim d'aquesta espècie. Fou descrit per Filhol el 1892 i el 1975 Sigé li atribuí una dent trobada al jaciment de Malpérié. A la seva obra Quelques insectivores primitifs nouveaux de l'Eocène supérieur du sud de la France, Mathis reclassificà aquesta dent (una m3) dins l'espècie L. ginsburgi, basant-se en una comparació amb exemplars d'aquesta última, descoberts també a Sainte-Néboule. Així mateix, li atribuí una altra dent que Sigé havia assignat anteriorment a una espècie indeterminada de la família Pseudorhyncocyonidae.